# اداره امور سرخ‌پوستان
اداره امور سرخ‌پوستان (انگلیسی: Bureau of Indian Affairs) اداره زیرمجموعه وزارت کشور ایالات متحده است، که به نمایندگی از طرف دولت فدرال، مسئولیت اداره و مدیریت ۵۵٬۷۰۰٬۰۰۰ هکتار (۲۲۵٬۰۰۰ کیلومتر مربع) زمین تخصیص داده‌شده به بومیان آمریکایی را برعهده دارد. این زمین‌ها توسط ایالات متحده در اختیار بومیان سرخ‌پوست، قبایل بومی آمریکایی و بومیان آلاسکا قرار گرفته‌است.
اداره امور سرخ‌پوستان یکی از دو دفتر تحت اختیار معاونت امور سرخ‌پوستان وزارت کشور ایالات متحده است (اداره امور سرخ‌پوستان و اداره آموزش و پرورش سرخ‌پوستان) که خدمات خود را به حدود ۴۸٬۰۰۰ نفر بومی آمریکایی، ارائه می‌نماید.